# Mireille Fomekong
 (août 2025).
Mireille Fomekong est une entrepreneure camerounaise, experte en marketing et figure clé de la communication en Afrique francophone. Elle est la Directrice Générale d'Ascèse Conseil.

## Biographie

### Enfance et étude
Mireille Fomekong a commencé sa carrière comme journaliste après une formation au CFPJ de Paris et des études en droit et Sciences Politiques. Elle a ensuite embrassé la carrière de conseil en marketing et communication après un passage à l’Essec de Douala et diverses formations en France, Tunisie et  Cameroun. Elle s'est formée chez Nelson’s MC Cann, panafcom young and Rubicam.
En mars 2016, elle initie une marche à l'hôpital Laquintinie de Douala pour dénoncer une injustice et défendre la dignité humaine. Elle est reconnue pour sa rigueur, ses stratégies innovantes et son leadership visionnaire.
En novembre 2024, Mireille Fomekong a pris position contre l'instrumentalisation des origines ethniques dans le débat public, en lien avec la crise entre la FECAFOOT et le SYNAFOC. Elle a rappelé que l'identité ethnique ne devrait pas définir une personne et a appelé à rejeter le tribalisme.

### Carrière dans la communication et le marketing
Mireille Fomekong s'est imposée comme une figure incontournable de la communication et du marketing en Afrique francophone.
- Elle a été la première conceptrice-rédactrice du Cameroun chez Nelson McCann.
- Elle a été Chef de Publicité grands comptes chez Panafcom Young and Rubicam.
- Elle a codirigé l’agence B&C aux côtés de Gabriel Koueni
- En 2005, elle a fondé ASCESE, une agence de communication et marketing

En juin 2022, elle intervient comme paneliste lors d'une table ronde sur l'entrepreunariat féminin au Québec. Cette table ronde est une initiative  du Fond de Recherche du Québec et de l'Agence Universitaire de la francophonie organisé lors de leur appel à projet Afrique -Québec.

## Engagement
Mireille Fomekong s'engage pour le leadership féminin et contre les discriminations. Elle dénonce les stéréotypes sexistes qui empêchent les femmes d'accéder à des postes de responsabilité. Elle est un modèle pour les jeunes femmes camerounaises.

## Prix et distinctions[8]
- 2014: Grand prix Africain de la publicité à Abidjan
- 2016 : Elle est classée par Jeune Afrique parmi les huit publicitaires les plus influents d'Afrique
- 2017: Prix spécial du marketing africain
- 2023 : Son agence remporte le titre de meilleure agence de conseil en publicité lors des Economies Business Awards